# تحت سابع أرض (مسلسل)
تحت سابع أرض هو مسلسل سوري عُرض في شهر رمضان عام 1446 هـ (1 مارس 2025)، من تأليف عمر أبوسعدة، وإخراج سامر البرقاوي.

## قصة المسلسل
تدور أحداث المسلسل في أحد أحياء دمشق الشعبية، حيث يسلط الضوء على الفساد والصراعات الاجتماعية في ظل الظروف المعيشية الصعبة. القصة تتمحور حول موسى، ضابط التحقيق الجنائي الذي يستغل منصبه لتحقيق مكاسب شخصية بطرق غير قانونية، فيجد نفسه بمواجهة الأشخاص الذين يبتزهم، إلى جانب اكتشافه تورط شقيقيه في تزوير العملات.

## الممثلون
- تيم حسن
- كاريس بشار
- منى واصف
- أنس طيارة
- تيسير إدريس
- مجد فضة
- سارة بركة
- رهام القصار
- ملاك الكنعان
- سامية الجزائري
- سليمان رزق
- جوان الخضر
- تيم عبد العزيز
- ميخائيل صليبي
- وسيم قزق

## النجاح الجماهيري
حقق المسلسل نجاحاً جماهيرياً كبيرا حيث حصد المراكز الأولى للمتابعة خلال فترة عرضه